# قرار غير ملزم
القرار غير الملزم هو اقتراح مكتوب تتبناه هيئة تداولية ولا يمكن أن يتحول إلى قانون. يمكن أن يكون مضمون القرار أي شيء يمكن اقتراحه عادة كمقترح قانون.
غالبًا ما يتم استخدام هذا النوع من القرارات للتعبير عن موافقة الهيئة أو رفضها لشيء لا يمكنها التصويت عليه بطريقة أخرى،  بسبب معالجة المسألة من قبل سلطة قضائية أخرى، أو كونها محمية بموجب الدستور. ومن الأمثلة على ذلك قرار دعم قوات الدولة في المعركة، والذي لا يحمل أي وزن قانوني، ولكن يتم اعتماده للحصول على الدعم المعنوي.

## الاستخدام
عادة ما تكون القرارات غير الملزمة قرارات محددة بسيطة أو متزامنة لا يتم تمريرها إلى السلطة التنفيذية ليتم توقيعها إلى قانون. تختلف هذه القرارات عن القرارات المتزامنة البحتة (التي تُستخدم لطلبات إجرائية مختلفة مثل تأجيل الجلسات) من حيث أنها مصممة للتعبير رسميًا عن الآراء وتوثيقها وليس لبدء العملية.
توفر هذه القرارات وسيلة للمسؤولين المنتخبين للتعبير علنًا عن مخاوف ناخبيهم  وتتابعها عن كثب وسائل الإعلام الرئيسية. بالإضافة إلى ذلك، يمكن استخدام هذه القرارات لتوضيح موقف الهيئة التشريعية، وإظهار معاينة لكيفية تصويتهم على التشريعات المستقبلية ومخصصات الميزانية.

## استخدامات تاريخية بارزة

### كندا
- تم تمرير اقتراح الأعضاء الخاصين رقم 296 لدعم مبدأ جوردان بالإجماع في مجلس العموم الكندي في 12 ديسمبر 2007

- كان المقترح 312 المقدم من طرف ستيفن وودوورث، النائب عن مركز كيتشنر، إلى البرلمان الكندي في عام 2012، قد دعا إلى تشكيل لجنة «لمراجعة الإعلان الوارد في القسم الفرعي 223 (1) من القانون الجنائي الذي ينص على أن الطفل يصبح إنسانًا فقط في لحظة الولادة الكاملة».[4]

- كان المقترح 103عبارة عن قرار غير ملزم في البرلمان الكندي الثاني والأربعين ينص على أن أعضاء مجلس العموم طالبوا حكومة كندا بإدانة الإسلاموفوبيا في كندا. كما دعا اللجنة الدائمة المعنية بالتراث الكندي إلى إجراء دراسة حول كيفية الحد من العنصرية والتمييز الديني وجمع البيانات عن جرائم الكراهية. تم تقديم الاقتراح من قبل إقرا خالد، النائب الليبرالي ممثل ميسيسوجا - إيرين ميلز. تم تمرير الاقتراح بتصويت 201-91 في 23 مارس 2017.

### الأمم المتحدة
- جميع قرارات الجمعية العامة للأمم المتحدة التي لا تتعلق بالمسائل الداخلية للأمم المتحدة (مثل هيكل الأمم المتحدة أو إنشاء وكالات الأمم المتحدة) هي بطبيعتها وصراحة (في ميثاق الأمم المتحدة) غير ملزمة.
- لمجلس الأمن التابع للأمم المتحدة سلطة إصدار قرارات ملزمة وغير ملزمة؛ يعتمد ما إذا كان القرار ملزمًا على أي جزء من الميثاق يتم سنه بموجبه.

### الولايات المتحدة
- اختار مجلس النواب رئيسه باستخدام قرار غير ملزم في عام 1936 (القرار 543، المؤتمر الرابع والسبعين) ومرة أخرى في عام 1940 (القرار 602، المؤتمر السادس والسبعون).[5]
- في 22 يونيو 1971، أصدر مجلس الشيوخ قرارًا غير ملزم لدعم سحب القوات من فيتنام.[6]
- في يوليو 1998، أصدر مجلس الشيوخ قرارًا غير ملزم [7] يؤكد التزامه بديمقراطية تايوان.
- في فبراير 2007، أصدر مجلس النواب قرارًا غير ملزم، [8] قرار مجلس النواب المتزامن 63، [9] للتعبير رسميًا عن رفضه لزيادة قوات الرئيس بوش في العراق.[10]
- أصدر مجلس النواب قرارًا غير ملزم، [11] يعترف بـ 14 مارس 2009 يومًا وطنيًا.[12]

كثيرا ما تتبنى الهيئات التشريعية في الولايات الأمريكية الخمسين قرارات غير ملزمة. فمثلا:
- في فبراير 2007، أصدر مجلس نواب ولاية فيرمونت [13] ومجلس الشيوخ [14] قرارات غير ملزمة تدعو إلى الانسحاب المنظم للقوات العسكرية الأمريكية من العراق للبدء على الفور.